# Middleton (Grande Manchester)
Middleton è una località di 45.000 abitanti all'interno del comune di Rochdale, nella contea della Grande Manchester, in Inghilterra.

## Geografia
Si trova sul fiume Irk, 8,0 km a sud-ovest di Rochdale, e 7,1 km a nord-nord-est del centro di Manchester. Nel Censimento 2001 del Regno Unito, Middleton aveva una popolazione di 45.580. Middleton si trova sul confine settentrionale di Manchester, con Blackley a sud e Moston a sud-est.

## Storia
Storicamente facente parte del Lancashire, Middleton ha preso il nome da essere situato nel centro di diversi insediamenti. Nasce come parrocchia di Salford, governata da famiglie aristocratiche. La Chiesa di San Leonardo è al centro di questa comunità da secoli. Il Flodden Window, nel santuario della chiesa, è pensato per essere il più antico monumento ai caduti nel Regno Unito, in nome degli arcieri di Middleton che combatterono nella battaglia di Flodden Field (1513). Nel 1770, Middleton era un villaggio di 20 case; nel corso dei secoli XVII e XIX è cresciuta come sede fiorente e popolosa della manifattura tessile, tanto che a Middleton è stato concesso lo status di borgo nel 1886. Fu municipio fino al 1974.
Middleton oggi è una zona prevalentemente residenziale e benestante.